# Neotrichoporoides karino
Neotrichoporoides karino is een vliesvleugelig insect uit de familie Eulophidae. De wetenschappelijke naam is voor het eerst geldig gepubliceerd in 2010 door Yegorenkova & Yefremova.